# Littérature japonaise
La littérature japonaise s'étend sur une période de quinze siècles d'écrits. Les premières œuvres sont très fortement influencées par la littérature chinoise, mais la politique d'isolement du Japon a permis le développement de formes littéraires uniques. Quand le Japon a dû assez subitement s'ouvrir au XIXe siècle, le choc a eu une certaine influence sur la littérature japonaise qui a développé des caractéristiques modernes singulières.
Les caractéristiques générales de la littérature japonaise sont un certain sens du détachement, l'isolement, l'éloignement, et, dans beaucoup de cas, le héros ou personnage central échoue dans ses efforts.

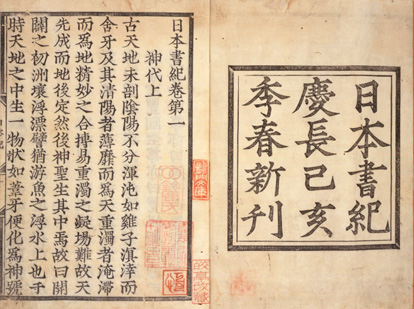
Nihon Shoki : édition de la période Azuchi Momoyama (1599)

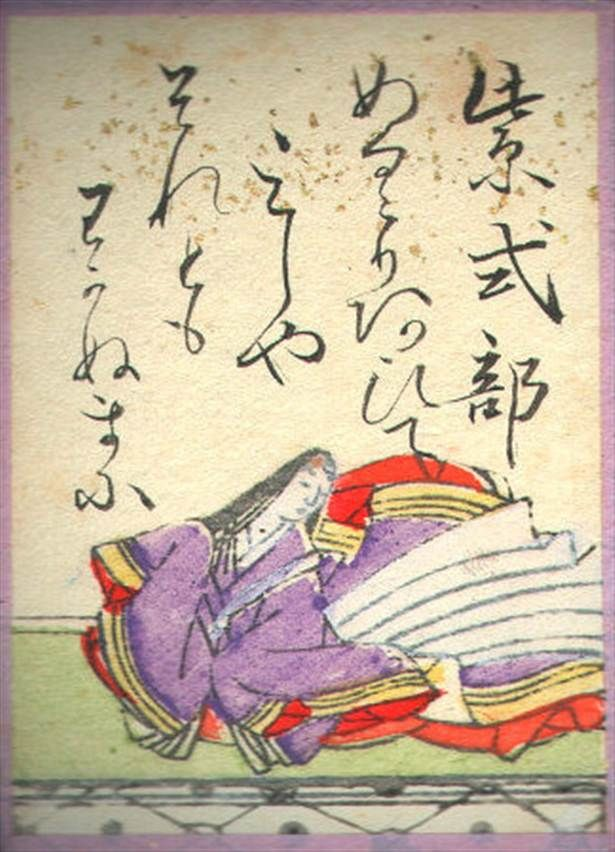
Compilation Ogura hyakunin isshu (période Edo).

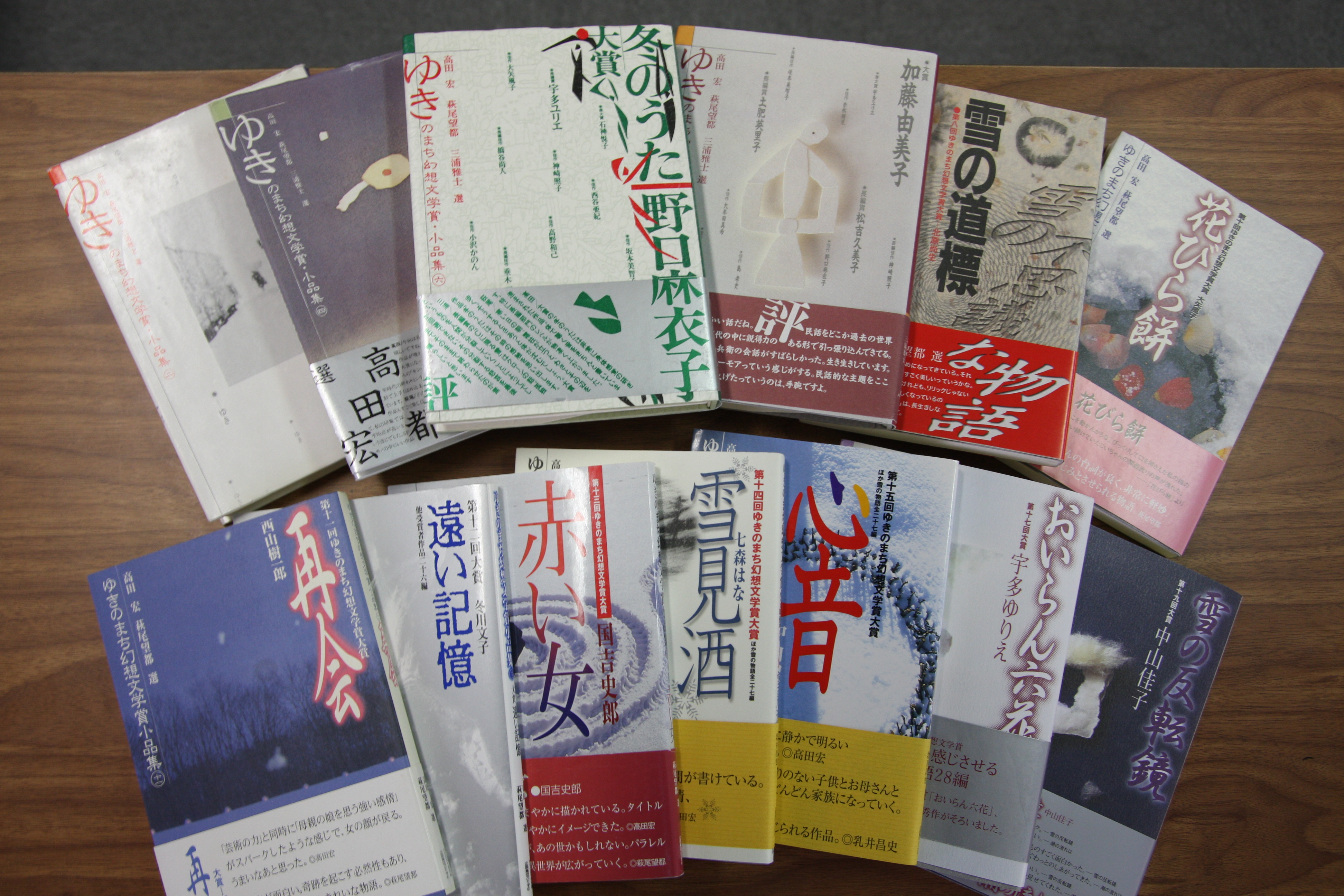
Sélection de romans ayant reçu le.

## Histoire
Les premiers textes japonais remontent à la rencontre entre le peuple insulaire et la Chine. De cette époque, des écrits chinois mentionnent le Japon.
La littérature japonaise est généralement divisée en trois périodes principales : la période ancienne, la période médiévale et la période moderne. Une autre périodisation plus précise : antiquité (jusqu'en 794, jōdai 上代), époque classique heian (794-1185, heian jidai 平安時代), Moyen Âge (1185-1600, chūsei 中世), renaissance (1600-1868, kinsei 近世), modernité (1868-1945, kindai 近代), époque contemporaine (depuis 1945, gendai 現代).

### Avant 600
Les premières écritures recensées sont des inscriptions sur des épées de la période Kofun (250-538, ou Yamato 1).

### Période Asuka (ou Yamato 2): 590-710
Au VIIe siècle, le Japon s'approprie la culture chinoise continentale, incluant beaucoup d'éléments de la civilisation chinoise (écriture, technologie, bureaucratie) et la culture religieuse du bouddhisme. Ainsi, on voit apparaître dans la période d'Asuka (538-710) des textes de lois comme la Constitution en 17 articles écrits par le prince Shōtoku (574-622) en 604 et publiée en 720, ou encore la Réforme de Taika (645, Ère Taika). Des documents religieux font aussi leur apparition avec des commentaires des sutras bouddhistes.

### Période Nara: 710-794
Le contexte politique de la période Nara, avec l'affermissement du pouvoir impérial, permet de créer un besoin d'ancrer une tradition commune, une culture nationale.
Le premier essai à cette tradition commune est un texte commandé en 710 par la Cour impériale au chroniqueur O no Yasumaro : rédiger un ensemble d'histoires sur les origines divines de la lignée impériale (traditionnellement transmises à l'oral). Le texte est livré en 712 sous le titre Kojiki (Chronique des choses anciennes).
En 720 est publié le Nihon shoki (Chroniques du Japon), par O no Yasumaro et plusieurs autres historiens et le Prince Toneri. Ce texte, comme le Kojiki, décrit l'origine divine de la famille impériale japonaise, et contribue ainsi à renforcer le pouvoir de cette dernière.
La caractéristique de ces deux textes historiques est leur rédaction à la façon des historiens chinois.
La poésie fait aussi son entrée dans la littérature japonaise écrite. L'un des plus célèbres recueils de cette période est le Man'yōshū (Recueil de dix mille feuilles), publié vers 760. De type waka, ce recueil réunit les textes de grands poètes de l'époque, dont Kakinomoto no Hitomaro (v662-v710) ou encore Ōtomo no Yakamochi (v718-785). Le Kaifūsō, une anthologie poétique publiée en 751 est l'un des premiers textes de type kanshi (poème chinois écrit par des Japonais).
- Emaki(mono), système de narration horizontale

### Littérature Heian: 794-1185
La  littérature Heian (en) (平安文学 (Heian bungaku)) est aussi nommée littérature Chūko (中古文学, chūko bungaku). Elle débute en 794, quand la capitale du Japon est transférée à Heiankyô (Kyôto).
Cette époque s'illustre par l'apparition du mode poétique Imayō.
- Man'yōshū (Recueil de dix mille feuilles), recueil tardif de 4 496 ou 4 516 poèmes des IVe siècle - VIIIe siècle,
- Kokin wakashū ou Kokinshū (915 env.), recueil de 1 111 waka depuis le Man'yōshū jusqu'à la date de commande (915),
- Engishiki (927), recueil de lois et règlements,
- Kaguya-hime (Xe siècle), (Conte du coupeur de bambou, ou Conte de la princesse Kaguya),
- Le Dit du Genji (Genji monogatari), attribuée à l'écrivaine Murasaki Shikibu (v973-v1025),
- Trente-six grands poètes, de Fujiwara no Kintō (966-1041), (dont Ki no Tsurayuki et Murasaki Shikibu),
- Notes de chevet (1002) (Makura no soshi),
- Ryojinhisho, recueil de l'empereur Go-Shirakawa (vers 1155),

Les thèmes principaux de ces écrits sont la vie, l'amour et les passe-temps des nobles à la Cour de l'empereur.

### Littérature Kamakura-Muromachi: 1185-1603

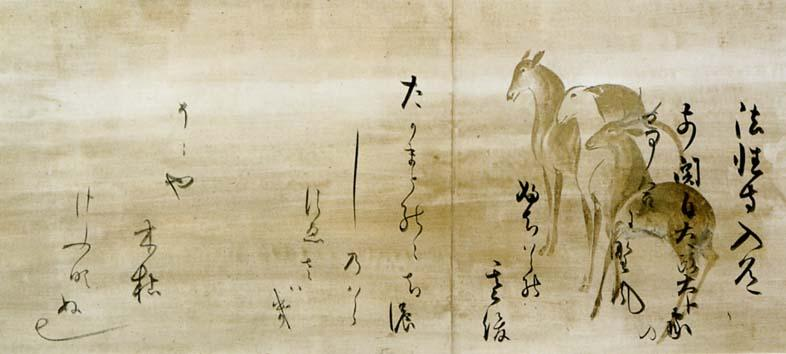
Shinshokukokin wakashū.

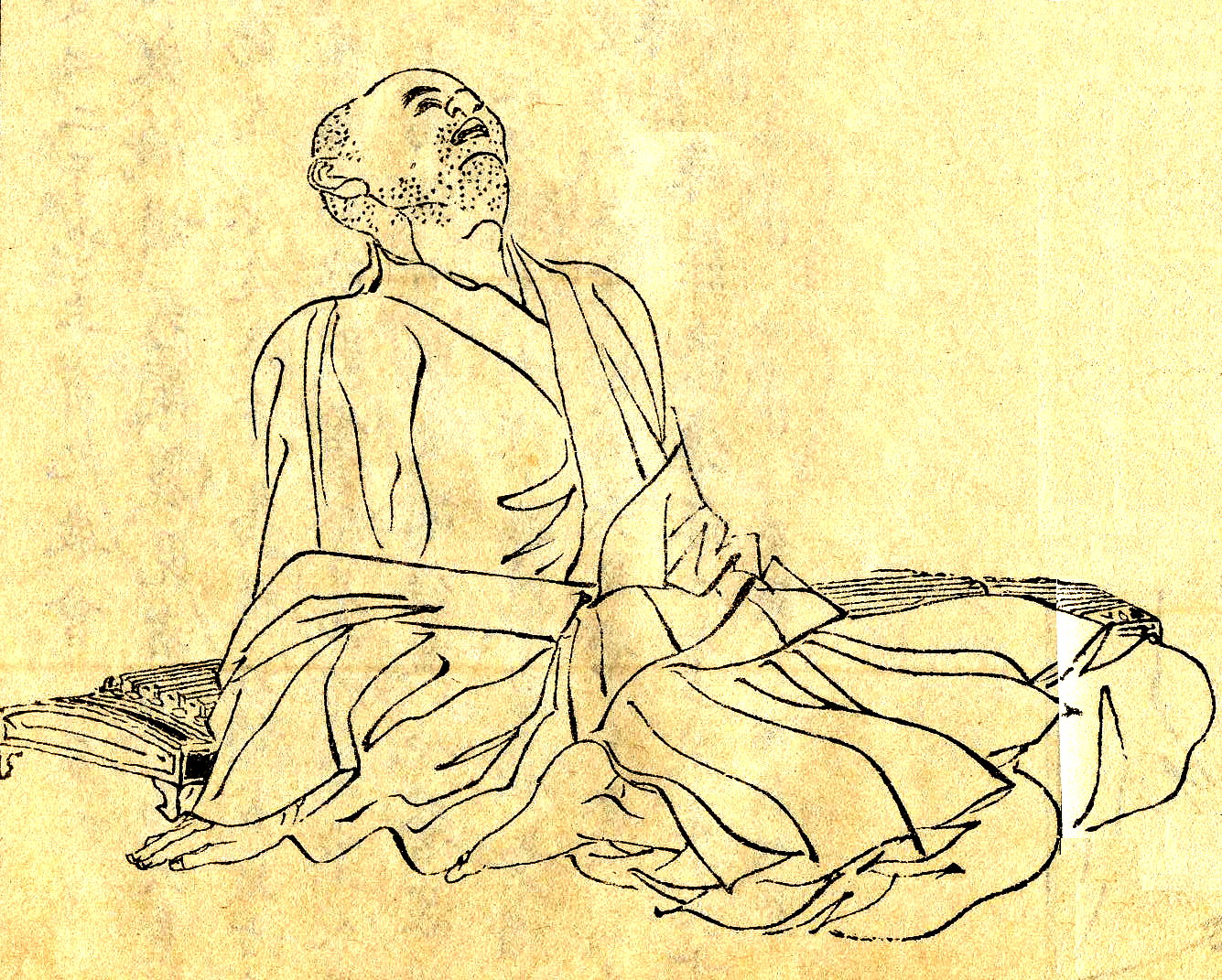
Kamo no Chōmei, vu par Kikuchi Yōsai.

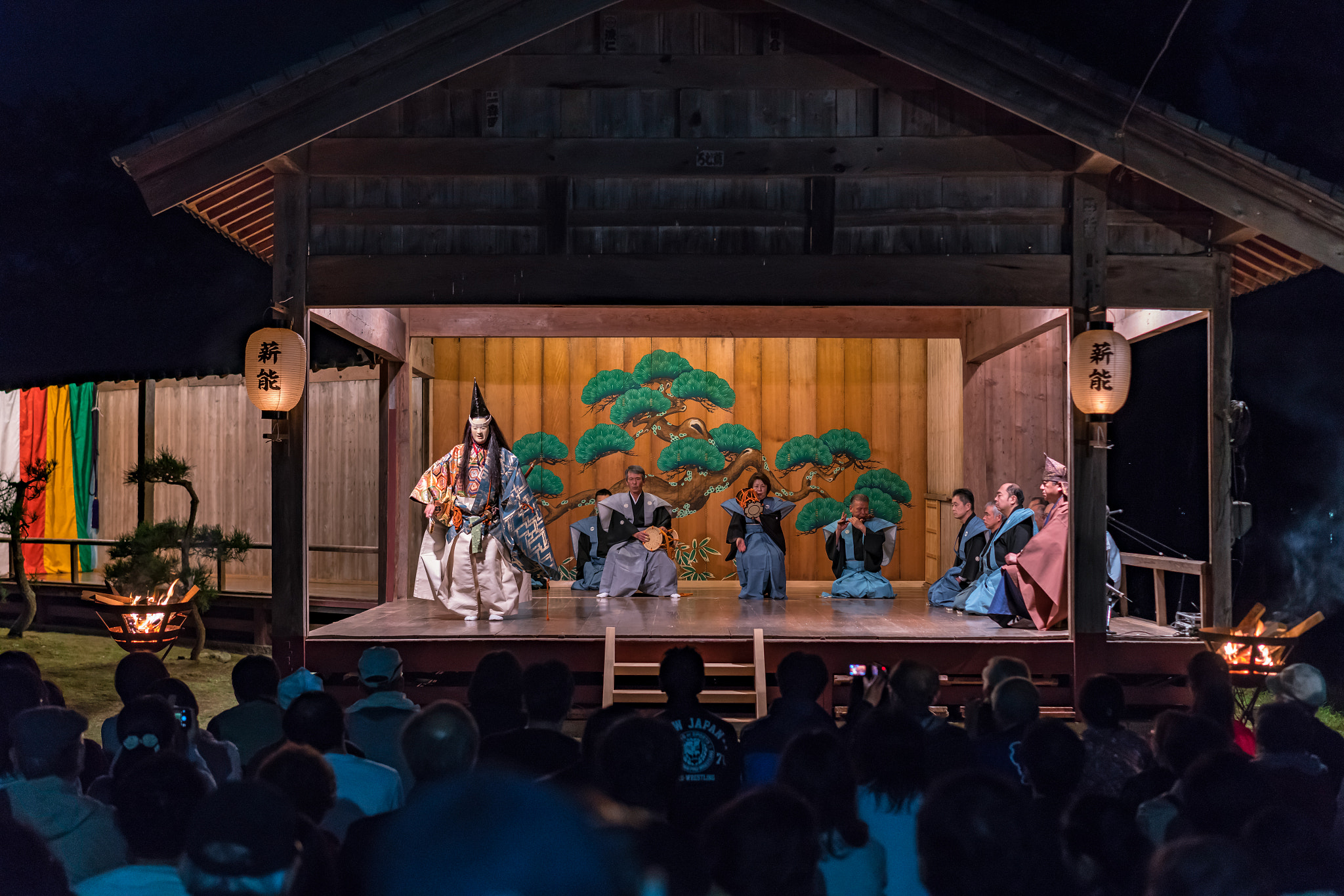
Performance Nô.

La littérature japonaise médiévale (en) (du XIIe au XVIIe siècle) est marquée par une forte influence du bouddhisme zen. Les personnages y sont des prêtres, des voyageurs ou des poètes ascétiques.
Durant cette période, le Japon souffre de nombreuses guerres civiles qui entraînent le développement d'une classe de guerriers et de samouraïs, auréolés de contes, histoires et légendes.
Le système des écritures du japonais se met en place, mêlant kana et kanji.
Le genre de poésie collaborative renga s'établit, avec entre autres Nijō Yoshimoto, Iio Sōgi, Ichijo Furuyoshi, Satomura Joha, jusqu'au Haikai-no-Renga parodique.
Le théâtre Nô se développe, et atteint son apogée, avec Zeami.
Repères :
- Kamo no Chōmei, Hōjōki (1212)
- Bureau de poésie, sous l'empereur Go-Toba (1180-1239)
- Yoshida Kenkō (1283c-1350c), Tsurezuregusa (1332, Les Heures oisives)
- Nijō Yoshimoto (1320-1388)
- Heike monogatari (1371, Le Dit des Heike)
- Zeami (Motokiyɒ) (1363-1443), Fūshi kaden
- Otogi-zōshi, 350 récits illustrés anonymes (1392-1573)
- Zuikei Shūhō (1392-1473), Zenrin Kokuhōki, histoire diplomatique
- Fuji kikō (1432),
- Shinshokukokin wakashū (1439), anthologie poétique
- Ichijō Kaneyoshi (1402-1481), Kuji Kongen, Nihon Shoki Sanso
- Iio Sōgi (1421-1502), Tsukushi michi no ki (1480, journal de son voyage à Kyushu)...
- École poétique Nijō
- Littérature des cinq montagnes (monastique bouddhique zen)

### Littérature Edo: 1603-1868

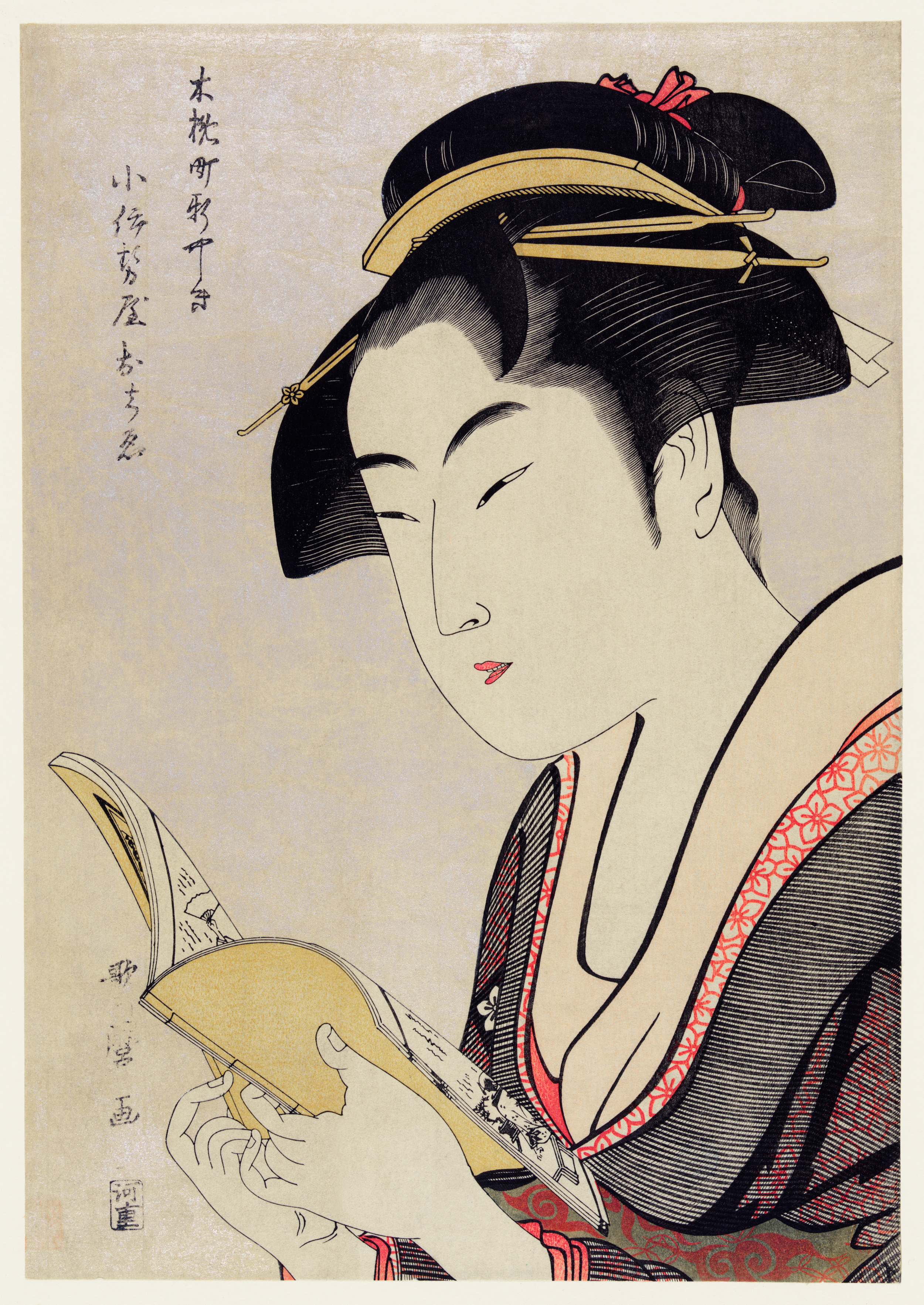
Femme lisant un Kibyōshi, littéralement « livre jaune », Ukiyo-e de Utamaro Kitagawa, seconde moitié du XVIII.

La littérature japonaise de l'époque d'Edo est marqué par un élargissement considérable du lectorat, rendu possible à la fois par le progrès de l'alphabétisation dans le pays, mais aussi par le développement de l'imprimerie (dont la technique d'impression sur bois). Dès les années 1660 des trois grandes villes du pays des éditeurs publient de nombreux classiques des périodes précédentes, parfois en version abrégée et adaptée. Cette modernisation de l'édition va de pair avec le développement de circuits de commercialisation de ces livres, mais aussi avec la professionnalisation des auteurs contemporains qui commencent alors à toucher une avance sur leurs ventes. Le nombre de titres publiés est tel qu'en 1659 les libraires de Kyōto commencent à éditer des catalogues, le premier listant 1 600 titres, et en 1696 un catalogue publié à Edo liste plus de 7 800 titres et fait 674 pages. Les éditeurs commencent à se regrouper en associations professionnelles ; en 1720 200 éditeurs sont ainsi regroupés à Kyōto, 47 à Edo, et 24 à Ōsaka. Au total plus de 3753 éditeurs ont été actifs lors de la période.
De nombreux auteurs de cette période sont issus de familles de samurai. D'autres classes sociales commencent à être représentées parmi les auteurs, bien que très minoritaires, comme celle des marchants (dont sont issus Ihara Saikaku, Santō Kyōden, ou encore Shikitei Sanba), ou même celle de la paysannerie (comme Isa ou Yosa Buson). Les femmes sont très peu représentées, et celles dont le nom nous est connu comme Arakida Reijo (ja) reste une exception pour son époque ; nombre d'entre elles écrivent des poésies, waka et Haïku, mais aussi des journaux intimes et des notes de voyages, mais reste alors anonymes.
Les thématiques les plus représentées lors de cette époque sont issues du monde des samurai, et relèvent du confucianisme, et des milieux plus populaires, et s'inscrivant dans les activités liées aux quartiers des plaisirs des grandes villes de l'époque. Là où la littérature issue du monde des samurai valorise l'ordre social, la stabilité politique, mais aussi un sens aigu du sacrifice de soi et de l'éthique, la littérature issue des sphères urbaines plus populaires prône la mobilité sociale, l'enrichissement, le divertissement, et exalte les passions humaines. Là où la première évoque des sujets liés à la culture de cour (l'amour, la nature, le cycle des saisons), la seconde traite de sujet liées à une culture plus urbaine (et peut être à l'occasion violente, érotique, ou comique). Cette dichotomie entre culture raffinée (-ga) et culture populaire (-zoku) se retrouvent et se mêlent parfois dans les principales formes liées à la littérature qui émergent à l'époque. Le domaine du théâtre voit apparaitre des formes comme le Bunraku (spectacle de marionnette), et le Kabuki (théâtre). La poésie voit elle se développer le Senryū (poésie courte et irnoque), le Kyōka (poésie courte et comique), et le Kyōshi (poésie courte utilisant uniquement les caractères chinois). La littérature en prose donne naissance à cette époque aux Ukiyo-zōshi (forme de roman populaire), aux Yomihon (littérature distillant des notes d'éthique), aux Kibyōshi (livres illustrés souvent satyriques), aux Sharebon (littérature frivolle), ou encore aux Kokkeibon (littérature comique). Cette production se partage aussi entre thématiques relevant de l'histoire, dans les Jidai mono, et relevant du contemporain des lecteurs, dans les Sewa mono.
La littérature de cette époque connait trois phases de grand dynamisme, principalement lors de l'ère Genroku (de 1688 à 1704), lors de la période de s'écoule de l'ère Hōreki à l'ère Tenmei (de 1751 à 1789), puis enfin lors des ères Bunka-Bunsei (de 1804 à 1829), les plus souvent lorsque la puissance du shogun reflux et que les auteurs disposent de moins de contraintes politiques. Des auteurs comme Ihara Saikaku, Bashō, et Chikamatsu Monzaemon sont les grandes figures cette culture de l'ère Genroku. Hiraga Gennai, Buson, et Ueda Akinari sont populaires lors de la seconde moitié du XVIIIe siècle. Enfin lors des ères Bunka-Bunsei, Kyokutei Bakin (auteur de Nansō satomi hakkenden), Shikitei Sanba, et Jippensha Ikku (auteur de Tōkaidōchū hizakurige) font partie des grands noms de cette littérature.

### Littérature lors de la période impériale 1868-1945

#### Influence occidentale et réflexions sur la japonité (1868-1910)
L'Occident influence la littérature japonaise de manière non négligeable et fait évoluer certaines de ses formes d'expression. Le roman utilisé comme support de critique sociale et politique par des auteurs étrangers, comme Disraeli ou Bulwer-Lytton, inspire plusieurs intellectuels issus du mouvement Meirokusha, ce qui déclenche un désir de découvrir les littératures nationales européennes. Ukigumo — publié par Futabatei Shimei en 1887, et considéré comme le premier roman moderne japonais — s'inspire ainsi de la littérature russe de la même époque. Les grandes figures de la période s'affirment autour de 1900. Natsume Sōseki — qui a étudié à Londres et qui succède à Lafcadio Hearn à la tête de la chaire de littérature anglaise de l'université de Tokyo — s'impose avec des œuvres comme Je suis un chat (1904) ou Le Pauvre Cœur des hommes (1914). Dans ces œuvres à la dimension introspective, l'auteur critique la société de son époque, repoussant à la fois le nationalisme de son temps et les emprunts injustifiés à l'Occident. Mori Ōgai, qui a reçu une éducation médicale militaire en Prusse, se fait d'abord connaître comme critique littéraire. Il est l'auteur d'une œuvre abondante où il a recours à un traitement proche du naturalisme, qu'il applique au genre du roman historique. Shimazaki Tōson fait quant à lui office de précurseur du style watakushi shōsetsu, ou I-novel, en publiant Hakai en 1906.
D'autres genres littéraires, comme la poésie et le théâtre, connaissent eux aussi une influence occidentale, bien que perdure la popularité de formes bien établies, comme le kabuki ou le nō. Un acteur de kabuki comme Ichikawa Danjūrō IX tente sans trop de succès de faire évoluer son jeu d'acteur et son maquillage en faveur d'une expression plus réaliste. Un poète comme Masaoka Shiki rencontre plus de succès en modernisant les formes du haiku et du tanka. Des formes nouvelles émergent par ailleurs, comme le shintaishi pour la poésie. À la fin des années 1880, dans la région d'Ōsaka, le théâtre voit apparaître la forme du shinpa, qui lors de la décennie suivante, s'étend à Tōkyō, où il se mue en shingeki. Cette dernière forme intègre des femmes à ses troupes de comédiens (contrairement au kabuki, dont les acteurs sont exclusivement masculins), et son répertoire comprend des pièces européennes, notamment celles du dramaturge norvégien Henrik Ibsen.
Lors de la première moitié de l'époque impériale, se manifeste un mouvement de réflexion sur la littérature. Inspirées par le travail de Taine sur l'Histoire de la littérature britannique (1864), plusieurs publications cherchent à proposer des compilations censées incarner les classiques d'une littérature nationale japonaise, ou à retracer l'histoire de celle-ci (publication en 1890 du Nihon bungakushi de Takatsu Kuwasaburō et Mikami Sanji). Le but recherché est alors de mettre en évidence les supposés signes distinctifs de l'« identité japonaise » en relevant les caractères récurrents de la littérature à travers les âges. À ce titre, Le Dit du Genji, écrit intégralement en kana, est vu comme l'une des incarnations de cette identité purement japonaise. Divers cercles littéraires publient aussi de très nombreuses revues de critique littéraire, ou dōjin zasshi. Ces publications — souvent éphémères, et dont la diffusion est limitée — regroupent par affinité des étudiants de l'université impériale de Tokyo et de l'université Waseda (où est publié Waseda bungaku à partir de 1891), deux grands pôles littéraires de cette époque. La revue Shirakaba, publiée à partir de 1910, jouit aussi d'une certaine notoriété.

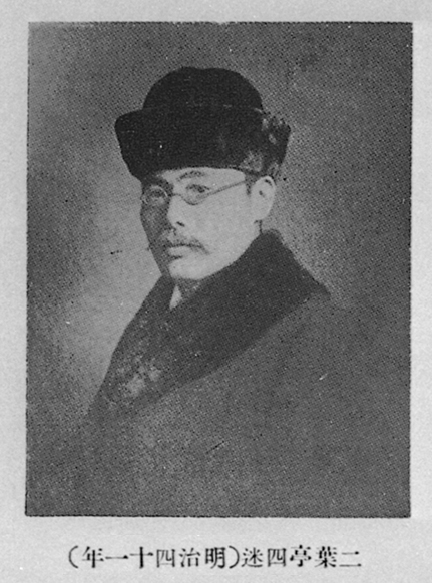
Futabatei Shimei, auteur de Ukigumo (1887).
Natsume Sōseki, auteur de Je suis un chat (1904) et Le Pauvre Cœur des hommes (1914).
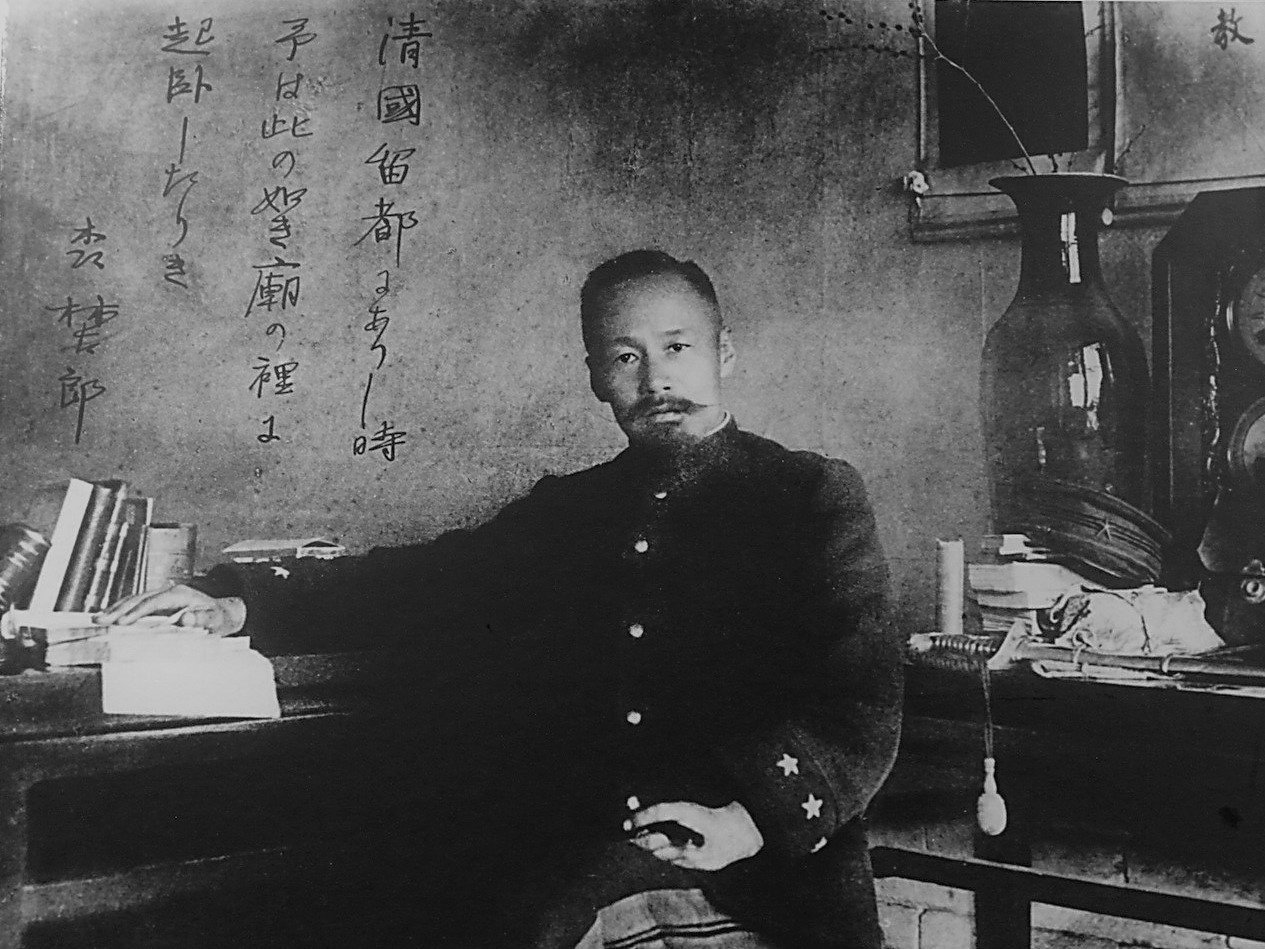
Mori Ōgai, auteur de nombreux romans historiques.
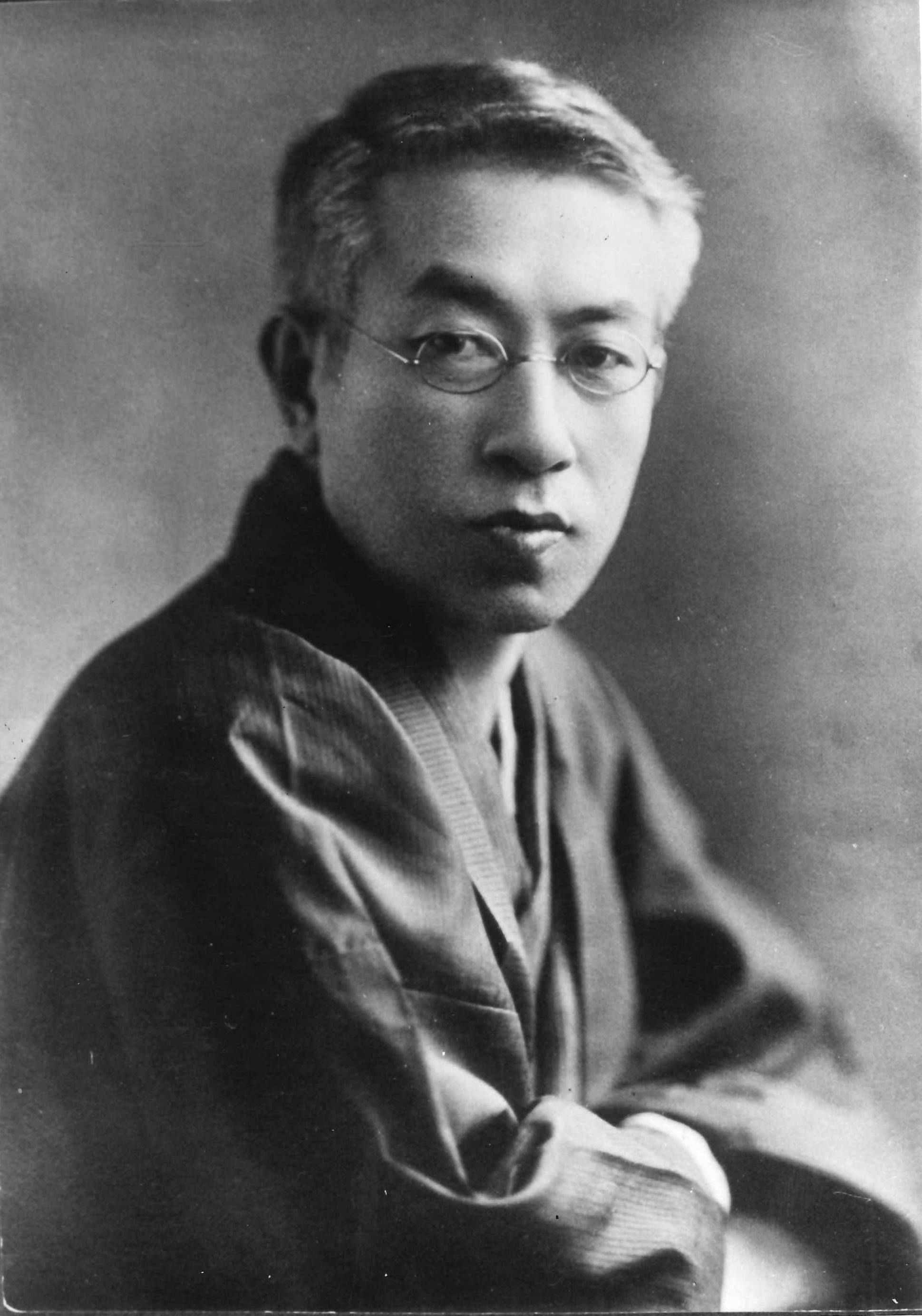
Tōson Shimazaki, figure du naturalisme japonais et du watakushi shōsetsu.
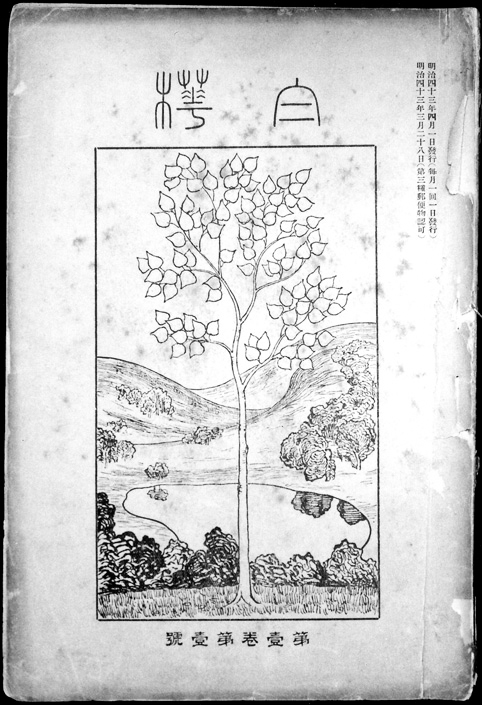
Premier numéro de la revue Shirakaba (1910).

#### Seconde moitié de l'époque impériale (1910-1945)
Grâce à la création en 1872 d'un système scolaire public couvrant tout le pays, la littérature de la seconde moitié de l'époque impériale bénéficie de l'alphabétisation de l'ensemble de la population. Le nombre de lecteurs potentiel augmente ainsi considérablement, et plusieurs maisons d'édition se créent pour exploiter ce marché. En 1897, la Hakubunkan et la Jitsugyo no Nihon Sha se constituent et se lancent toutes deux dans la publication de nombreux magazines généralistes aux tirages de plus en plus nombreux, bientôt rejointes par la Kōdansha en 1909. En 1911, cette dernière lance le magazine littéraire Kōdan kurabu, dont le succès inspire différentes imitations à ses concurrents. Sur la scène littéraire du pays, ce magazine consolide la place d'une littérature populaire s'adressant au plus grand nombre, et publiée sous forme de feuilleton. Un auteur comme Eiji Yoshikawa, qui écrit pour Kōdan kurabu, parvient par ce biais à accéder à une certaine notoriété. Dès le début des années 1920, en réaction à cette littérature « de masse », des critiques littéraires et des auteurs tentent de promouvoir une littérature « pure ». Cette distinction entre ces deux catégories s'affirme et se matérialise par la création, en 1935, de deux prix littéraires distincts : le prix Naoki, qui récompense la littérature de masse, et le prix Akutagawa, qui couronne une littérature plus élitiste.
Au début de la période, certains auteurs s'inscrivent dans la continuité des grandes formes populaires lors de l'ère Meiji — comme Nagai Kafū, qui commence sa carrière littéraire dans les années 1910. Avec Errances dans la nuit, publié entre 1921 et 1937, Shiga Naoya est considéré comme l'un des principaux représentants du style du Watakushi shōsetsu. À travers ses œuvres — comme Le goût des orties (1928) —, Jun'ichirō Tanizaki poursuit la réflexion, entamée avant lui, sur la relation entre cultures occidentale et japonaise. Au début des années 1920, avec l'essor des idées socialistes au Japon, voit le jour une littérature s'inspirant du réalisme socialiste, notamment autour de la revue littéraire Senki. Ce courant connaît quelques œuvres majeures comme Le Bateau-usine (1929) de Kobayashi Takiji, mais périclite avant le milieu des années 1930, en raison de la répression du pouvoir militaire. Au cours de la période, s'affirme une littérature féminine, aidée par la large diffusion de magazines féminins, comme Fujinkōron ; au milieu des années 1920, leur diffusion tourne autour du million d'exemplaires par mois. Certaines de ces auteures, comme Takako Nakamoto, choisissent une approche socialisante en traitant de questions propres à la condition de la femme. D'autres auteures, comme Fumiko Hayashi et Chiyo Uno, inscrivent leurs œuvres des années 1920 dans le style du Watakushi shōsetsu. Edogawa Ranpo incarne les débuts de la littérature policière, avec une production mettant le mystère au cœur de son œuvre. Un courant inspiré par les promesses de la science pose les bases d'une science-fiction japonaise qui s'empare déjà de sujets comme les robots, les extraterrestres, ou les catastrophes environnementales. À la même époque, la littérature européenne et ses courants, comme le dadaïsme ou le surréalisme, continue d'exercer une certaine influence sur des auteurs comme Riichi Yokomitsu. Dans les années 1930, l'écrivain Yasunari Kawabata émerge comme figure de la littérature japonaise, notamment avec la publication de Pays de neige (1935). Dans la seconde moitié des années 1930, l'intensification de la guerre avec la Chine étouffe la production littéraire et de nombreux auteurs restent à distance de la scène littéraire jusqu'à la fin de la guerre.

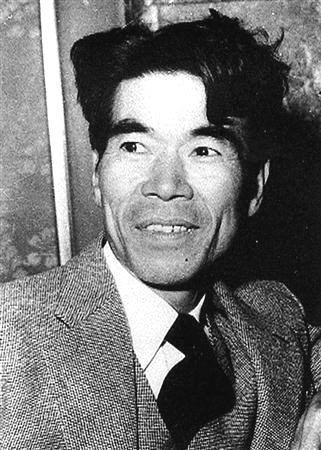
Eiji Yoshikawa, auteur de Musashi, sous forme de feuilleton (1935-1939).
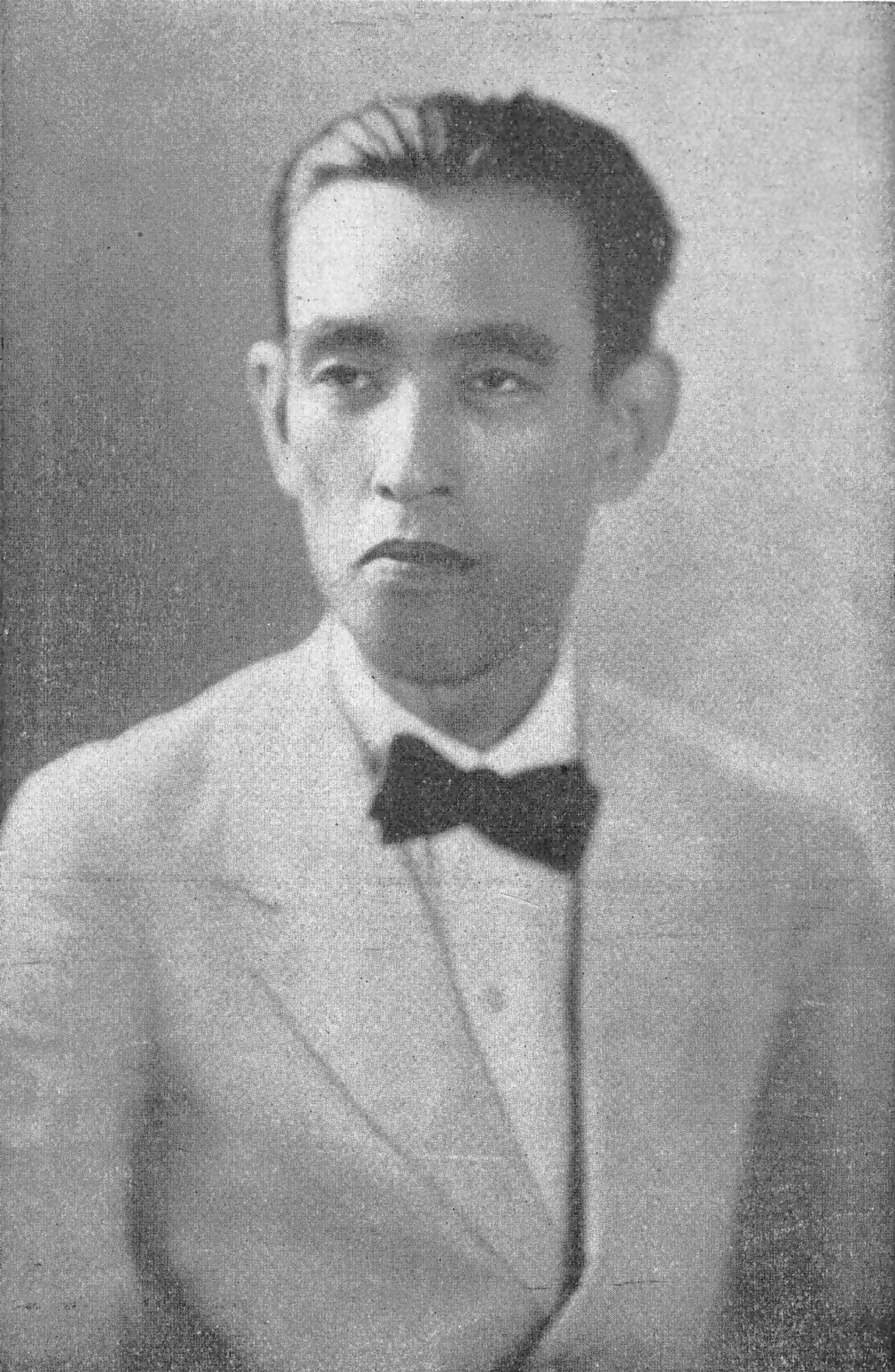
Kafū Nagai, auteur d'une œuvre critique de l'occidentalisation, traitant du milieu interlope de son époque.
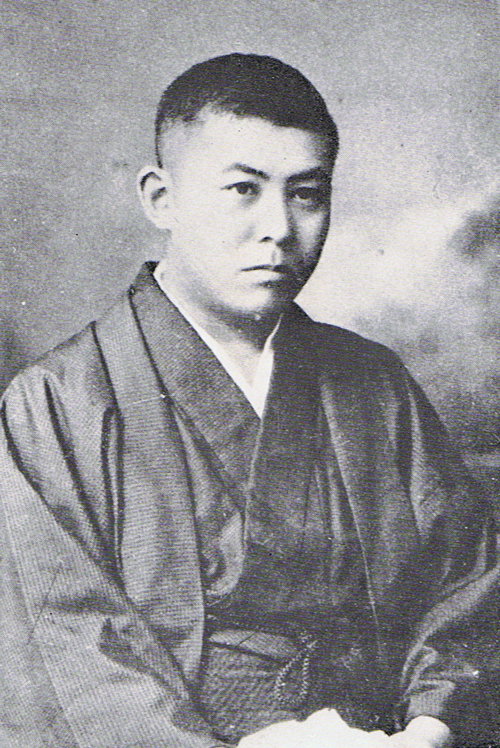
Jun'ichirō Tanizaki, auteur de Éloge de l'ombre (1933).
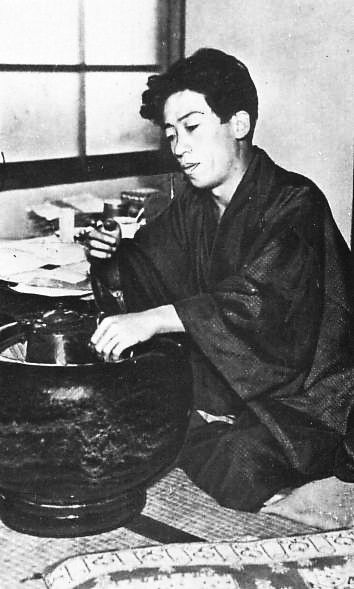
Takiji Kobayashi, auteur du classique prolétarien Le Bateau-usine (1929).
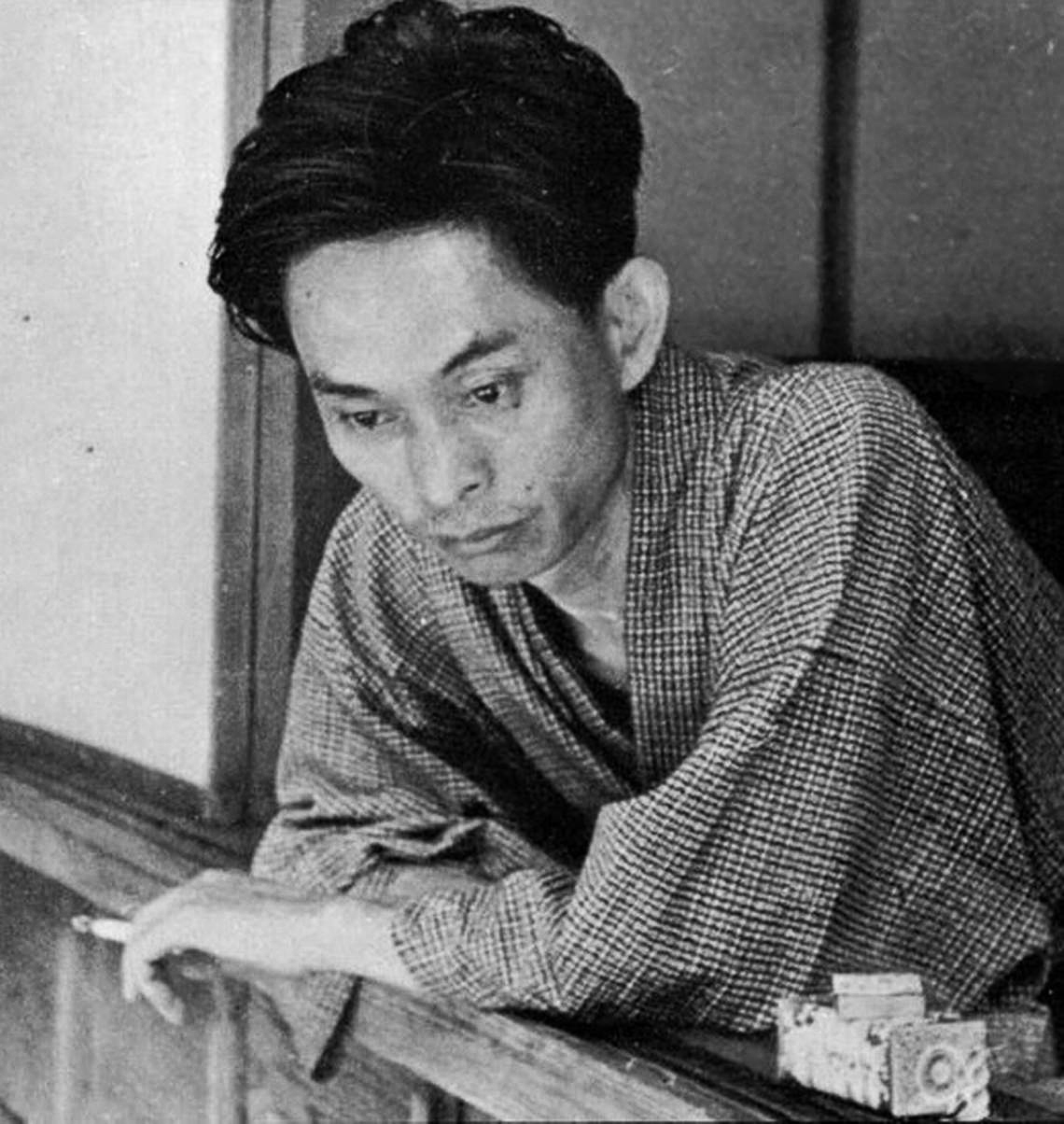
Yasunari Kawabata, auteur de Pays de neige (1935).

### Littérature contemporaine (depuis 1945)
Après la Seconde Guerre mondiale, la littérature japonaise connait une plus large diffusion dans le monde. Et en 1968, Yasunari Kawabata devient le premier Japonais à remporter le prix Nobel de littérature.
Les principaux auteurs de la période :
- Jun'ichirō Tanizaki (1886-1965) ;
- Eiji Yoshikawa (1892-1962) ;
- Riichi Yokomitsu (1898-1947) ;
- Masuji Ibuse (1898-1983) ;
- Yuriko Miyamoto (1899-1951) ;
- Yasunari Kawabata (1899-1972), prix Nobel 1968 ;
- Jun Ishikawa (écrivain) (1899-1987), nouvelliste, essayiste, Errances sur les Six Voies (1981-1982) ;
- Shigeharu Nakano (1902-1979), écrivain et politicien ;
- Ango Sakaguchi (1906-1955), romancier, nouvelliste, essayiste, La Chute (1946), L'idiote (1946), Meurtres sans série (1948) ;
- Yasushi Inoue (1907-1991), romancier, nouvelliste, Pluie d'orage (1952), Au bord du lac (1952), Les Dimanches de monsieur Ushioda (1970), Le Maître de thé (1981) ;
- Osamu Dazai (1909-1948), romancier, nouvelliste, Soleil couchant (1947), La Déchéance d'un homme (1948) ;
- Yutaka Haniya (1909-1997), romancier, nouvelliste, Esprits morts (Shirei, 1946-1996), Chevaux noirs dans l'obscurité et autres histoires (1970) ;
- Takehiko Fukunaga (1918-1979), poète, romancier, traducteur, Terre natale (1951), Le fleuve des souvenirs perdus (1964), L'Île de la mort (1969-71) ;
- Shūichi Katō (1919-2008), historien des idées, encyclopédiste.

#### Littérature de l'ère Shōwa (1926-1989)
Les principaux écrivains de la deuxième ère Shōwa sont :
- Ango Sakaguchi (1906-1955), romancier, essayiste
- Rinzō Shiina (1911-1973), Taijun Takeda (1912-1976), Hiroshi Noma (1915-1991), Shōhei Ōoka (1909-1988)
- Yukio Mishima (1925-1970), romancier, nouvelliste, Confessions d'un masque (1949), Le Pavillon d'or (1956), La Mer de la fertilité (1965-1970)
- Kōbō Abe (1924-1993), romancier, dramaturge, Mort anonyme (1949), Les Murs (1951), La Femme des sables (1962), La Face d'un autre (1964), Cahier Kangourou (1991)
- Hiroko Takenishi (1929-), Kangensai, Zōtō no Uta
- Kenzaburō Ōe (1935-), prix Nobel 1994, romancier, nouvelliste, Dites-nous comment survivre à notre folie (1966)
- Buraiha (école de l'irresponsabilité et de la décadence)
  - Ango Sakaguchi (1906-1955)
  - Osamu Dazai (1909-1948), Cent vues du mont Fuji (1933-1948), Mes dernières années (1936-), Souvenirs d'une coupure de cent yen (1946), La Déchéance d'un homme (1948)
- Osamu Tezuka (1928-1989), mangaka
- Littérature japonaise d'après-guerre
  - Première génération des écrivains d'après-guerre (1946-1947)
  - Deuxième génération des écrivains d'après-guerre (1948-1949)
  - Troisième génération des écrivains d'après-guerre (1953-1955)
- Littérature de la bombe atomique

#### Littérature de l'ère Heisei (1989-2019)
- Natsuki Ikezawa (1945-)
- Eiki Matayoshi (1947-)
- Haruki Murakami (1949-)
- Hideyuki Kikuchi (en) (1949-), Vampire Hunter D, Darkside Blues, Wicked City
- Baku Yumemakura (1951-), romancier (science-fiction, aventure)
- Haruka Takachiho (1951-), romancier (science-fiction), Dan et Danny, Dirty Pair Flash
- Ryū Murakami (1952-)
- Yoshiki Tanaka (1952), romancier
- Kaoru Kurimoto (1953-2009), romancière (héroic fantasy), Guin Saga
- Banana Yoshimoto (1964-)
- Eimi Yamada (1959-)
- Yōko Ogawa (1962-)
- Ryo Mizuno (en) (1963-)
- Hajime Kanzaka (1964-), Slayers
- Kouhei Kadono (en) (1968-), Boogiepop and Others
- Ito Ogawa (1973), Le restaurant de l'amour retrouvé
- Hitomi Kanehara (1983-)
- Risa Wataya (1984-)

## Listes et catégories

### Formes et genres littéraires

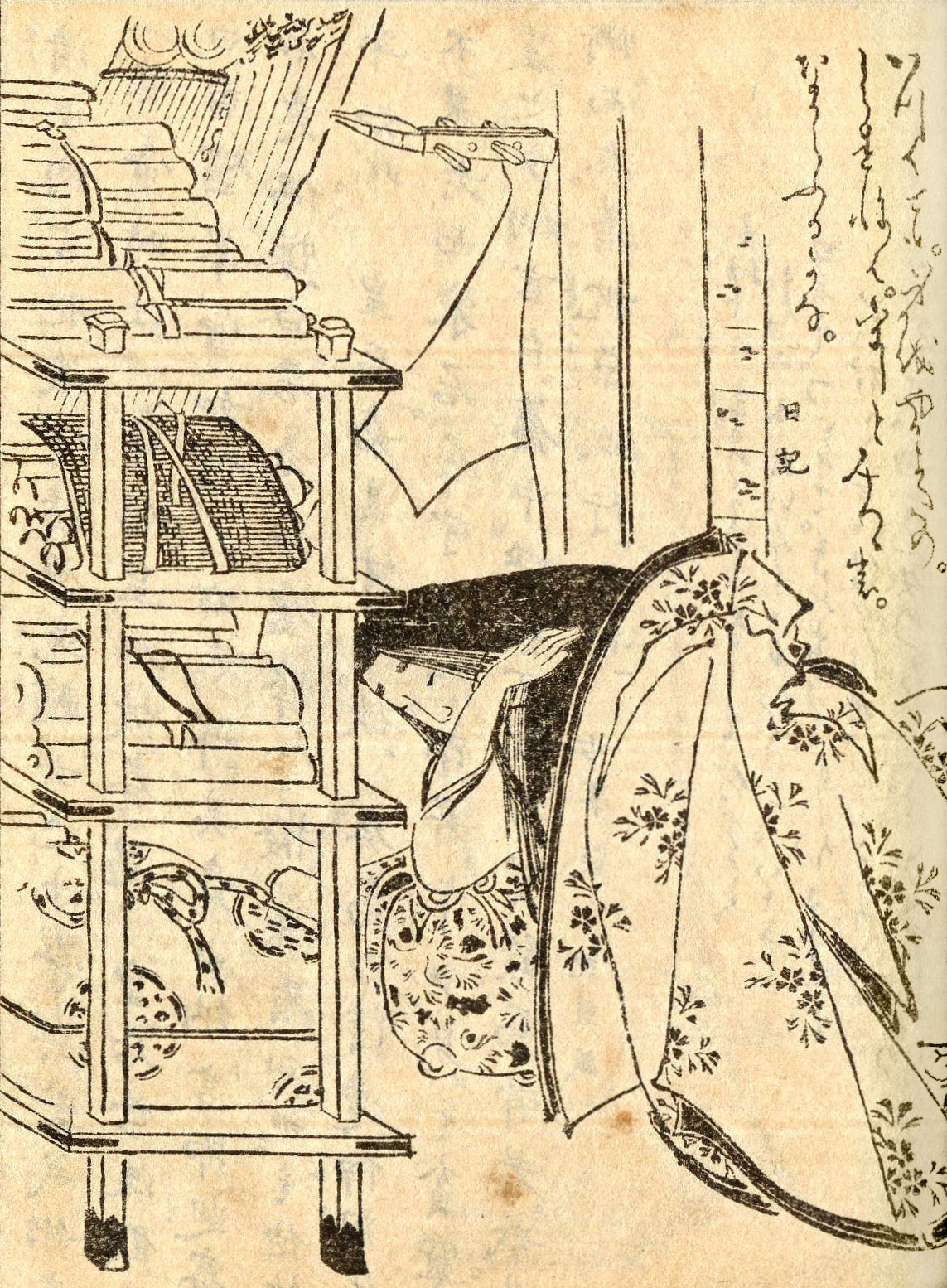
Murasaki Shikibu, auteur du Dit du Genji.

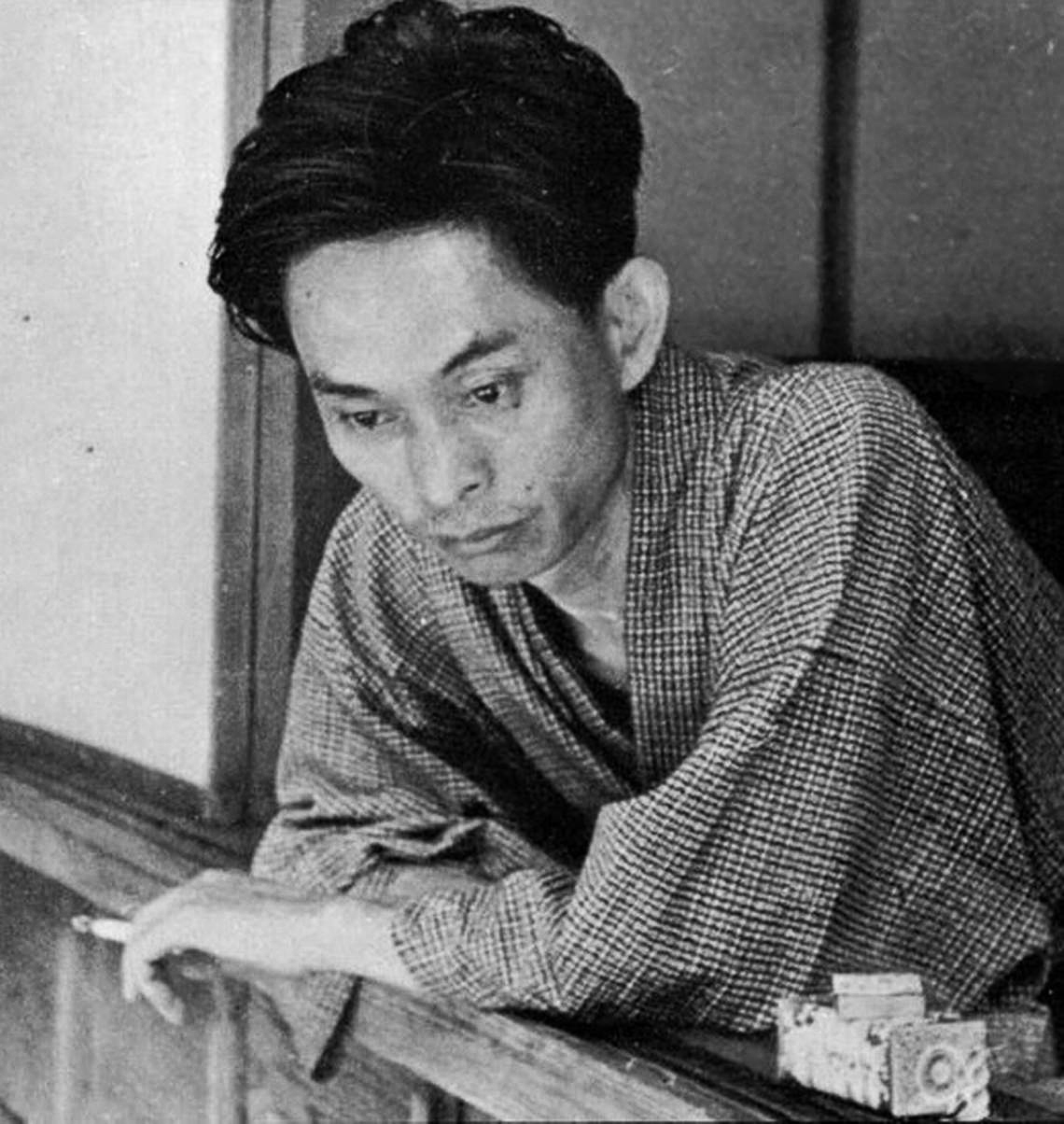
Yasunari Kawabata, lauréat du prix Nobel de littérature en 1968.

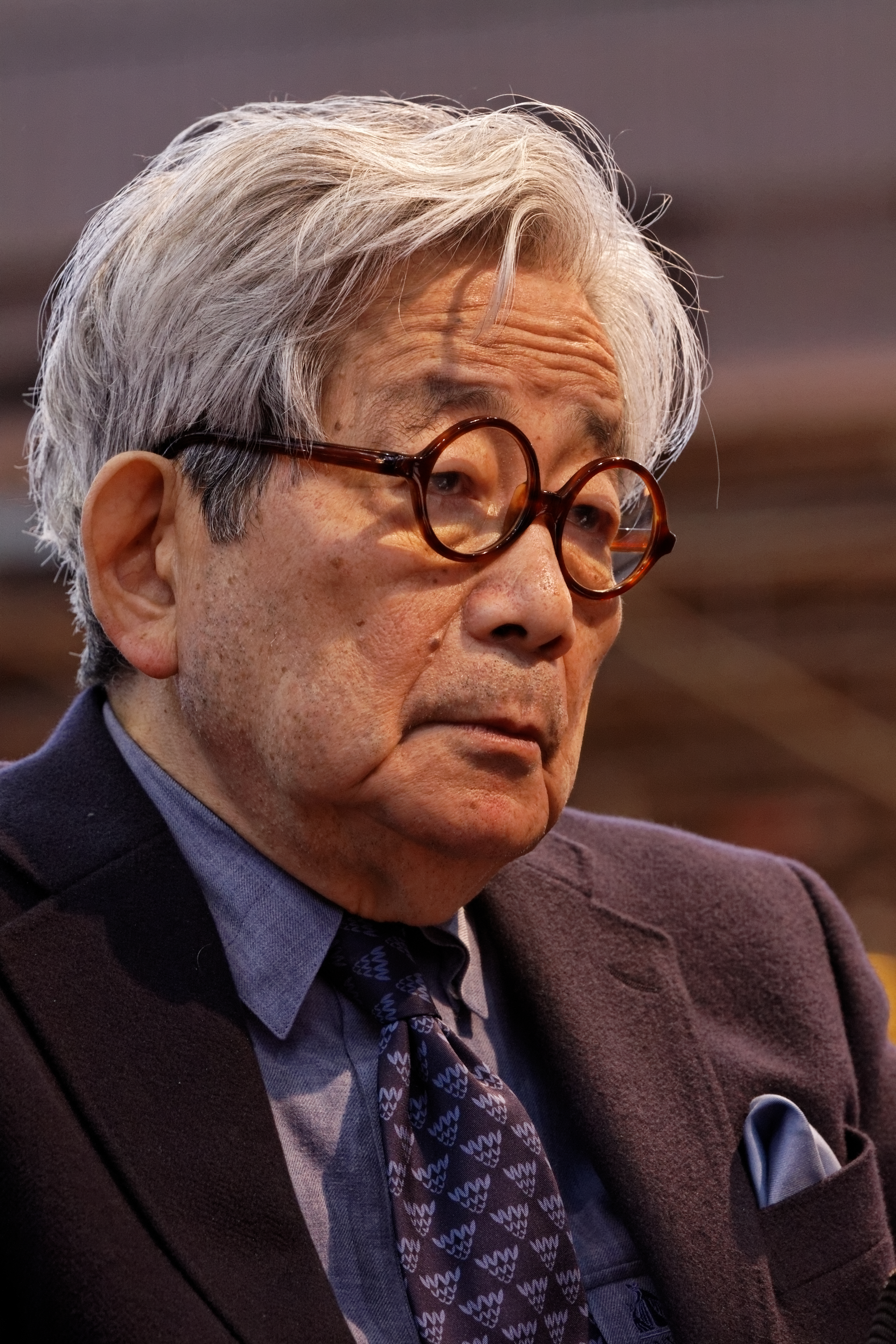
Kenzaburō Ōe, lauréat du prix Nobel de littérature en 1994.

Les différentes formes existantes sont : 
- le norito, prière ritualisée shinto ;
- le récit, le roman, l'épopée, ou monogatari ; (les otogi-zōshi sont des récits illustrés anciens) ;
- le manga ;
- l'anecdote, ou setsuwa ;
- le journal intime, les mémoires, le journal poétique, ou nikki ;
- l'historiographie biographique, ou kidentai ;
- la poésie japonaise, dont le haïku, le waka et le tanka ;
- les chants, ou uta ;
- les récits de voyage ; haïbun ;
- le watakushi shōsetsu, shishōsetsu ou zuihitsu (récit « au fil du pinceau ») ;
- les contes et légendes traditionnels comme Urashima Tarō ou Issun-bōshi ;
- le théâtre japonais, dont Kabuki, Nô, Kyōgen, Nōgaku, Masques du théâtre japonais, Kamishibai ;
- le roman moderne dont :
  - les light novels ;
  - Littérature policière japonaise ;
  - Science-fiction japonaise ;
  - Fantasy, Monde virtuel, Univers parallèle, Isekai ;
- Revues littéraires au Japon ;
- Philosophie japonaise.

### Auteurs
- Écrivains japonais par genre
- Écrivain japonais par siècle
- Femmes de lettres japonaises, Liste d'écrivaines japonaises (en)
- Liste de poètes japonais
- Liste de philosophes japonais (de)

### Œuvres
- Liste d'œuvres littéraires japonaises (par auteurs)
- Œuvres littéraires japonaises par genre
- Liste de textes japonais classiques
- Liste des Trésors nationaux du Japon (documents anciens)
- Liste des Trésors nationaux du Japon (écrits : livres japonais), Liste des Trésors nationaux du Japon (autres écrits)
- Aozora bunko, projet de numérisation globale de la littérature japonaise

### Institutions
- Bibliothèque nationale de la Diète (1948), Bibliothèque nationale japonaise
- Archives nationales du Japon (1971), Archives historiques de Yokohama (1981)
- Institut National de la Littérature Japonaise (en) (NIJL)
- Prix littéraires au Japon, Prix littéraires japonais, dont Prix Akutagawa (1935)
- Prix de l'Académie japonaise des arts (1941)
- Société pour la promotion de la littérature japonaise (1938)
- Société littéraire du nouveau Japon (1945-2005)
- University of Virginia Japanese Text Initiative
- Musées littéraires, dont Musée mémorial Yasushi Inoue
- Fondation du Japon (1972), promotion des arts et de laculture du Japon

## Sources